# Hannah Snell
Hannah Snell (Worcester, 23 aprile 1723 – Londra, 8 febbraio 1792) è stata una militare inglese, nota per essersi imbarcata in Marina facendosi passare per uomo.

## Biografia
Nel 1740 si trasferì a Londra.
Il 18 gennaio 1744 sposò il marinaio olandese James Summes, che tuttavia l'abbandonò quando era incinta di sei mesi.
Nel 1745 si imbarcò per andare alla ricerca del marito, mentre nel 1746 diede alla luce una figlia, Susannah, che morì un anno dopo.
Prese il mare a bordo della Nave di Sua Maestà Swallow a Portsmouth il 23 ottobre 1747.
La nave, comandata dal capitano Rosier, prese parte all’assedio di Pondicherry del 1748.
Il 2 giugno 1750, mentre tornava a Londra con la sua nave, rivelò il suo sesso ai compagni.
Si ritirò a Wapping, dove aprì un pub di nome The Female Warrior, che non ebbe molta fortuna. Nel 1759 sposò Richard Eyles, con il quale ebbe due figli. Nel 1772 sposò Richard Habgood e si trasferirono nelle Midlands. Morì l'8 febbraio 1792 presso il Bethlem Royal Hospital.